# Мориц Оранский
Мо́риц Ора́нский, также Мориц Нассауский (нидерл. Maurits van Oranje, нем. Moritz von Oranien; 13 или 14 ноября 1567, Дилленбург — 23 апреля 1625, Гаага) — принц Оранский, граф Нассауский, сын Вильгельма I, положившего начало независимости Нидерландов.
Штатгальтер Голландии, Зеландии, Гелдерланда, Гронингена и Оверэйсела. Мать — Анна Саксонская, дочь саксонского курфюрста Морица. Организатор новой тактической школы в начале XVII века, предшественник Густава-Адольфа в развитии полевого военного искусства и Вобана — в развитии военно-инженерного искусства. Своими современными границами Нидерланды обязаны военным походам Морица Оранского.

## Ранние годы

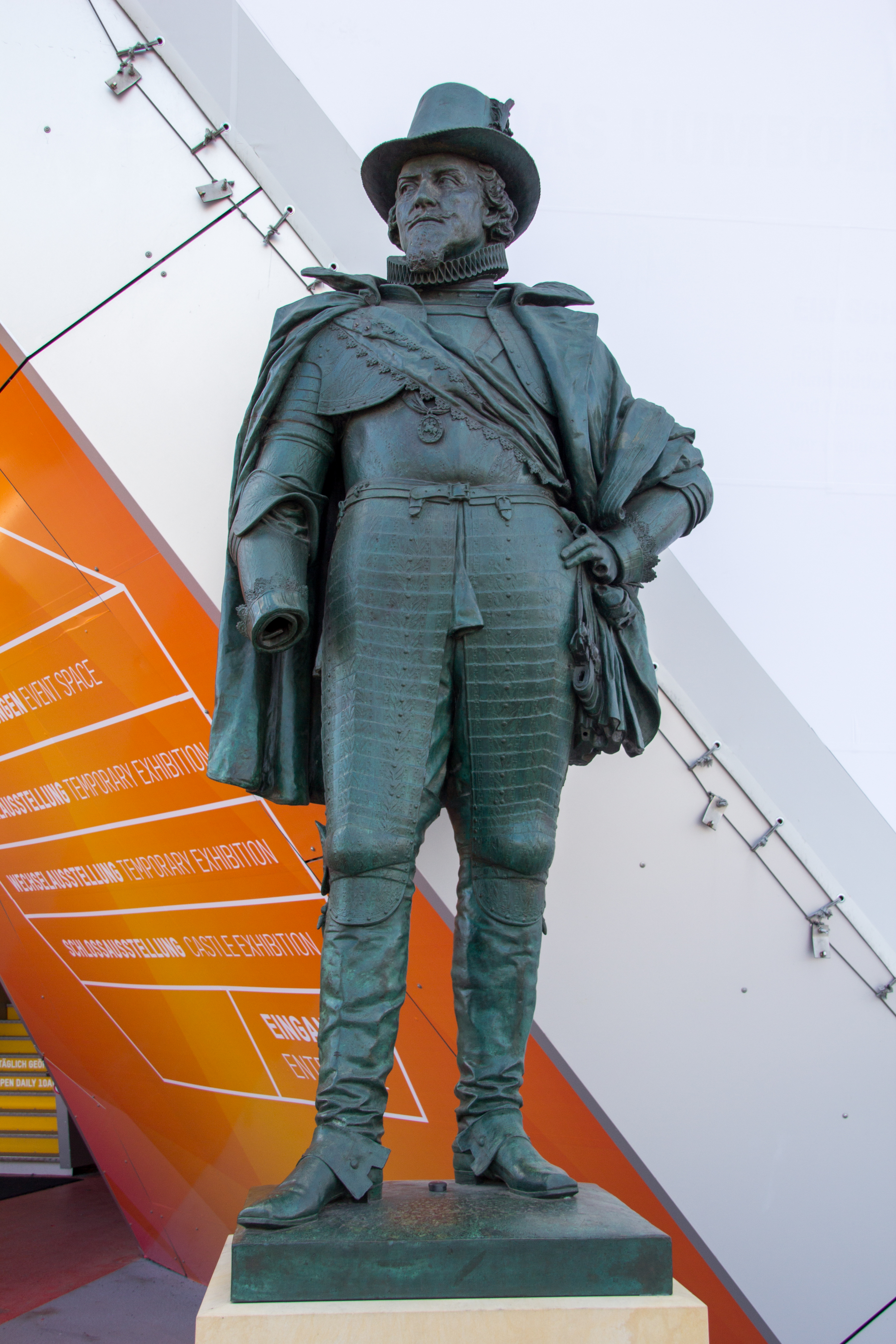
Памятник Морицу Оранскому в Берлине. Работа скульптора Мартина Вольфа

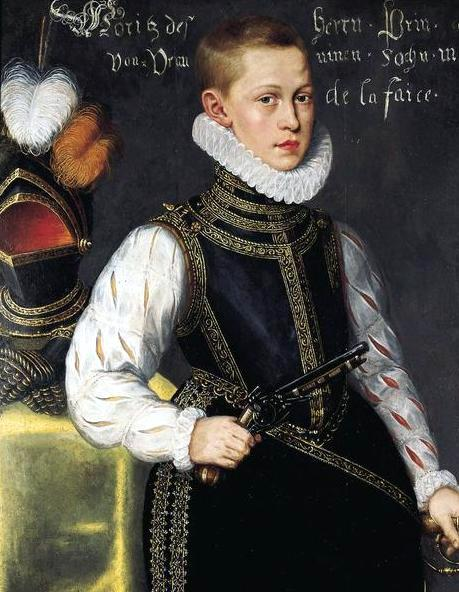
Мориц Оранский. Работа неизвестного автора, около 1578—1579 гг.

В семье Вильгельма I Оранского и Анны Саксонской было четверо детей. Вторым ребёнком, после Анны, родился Мориц, который при рождении получил фамилию и титул отца и именовался как Мориц, принц Оранский, граф Нассау. Также за младенцем были закреплены земли в княжестве Оранж. Он появился на свет в семейном имении в городе Дилленберге в 1567 году. Поскольку Анна Саксонская была обвинена в романе с адвокатом Яном Рубенсом (отцом художника Питера Пауля Рубенса), Мориц и его сёстры были отобраны у матери и стали воспитываться при дворе своего дяди — Иоанна VI, графа Нассау-Дилленбург в Дилленбурге. Вместе со своим двоюродным братом Вильгельмом Людовиком учился в школе немецкого города Гейдельберга, а после изучал математику и классические языки в основанном его отцом  университете города Лейден. В университете особое внимание было обращено на математику и историю эллинистического периода. Мориц Оранский изучал и систематизировал историю Римской Империи и опыт обучения искусству войны из трудов Вегеция и Элиана. Принц Оранский относился к числу наиболее образованных аристократов Нидерландов своего времени.

## Административная карьера
После смерти отца в 1584 году, 17-летний Морис, по решению Генеральных Штатов, получает титулы отца, но не вступает в них, поскольку является несовершеннолетним. Через год, по достижении 18-и лет, он становится штатгальтером (правителем) графства Голландия, графства Зеландия, Западной Фрисландии (Гелдерланда, Оверэйсела, Утрехта в 1590 году), Гронингена и Дренте. После смерти своего двоюродного брата Вильгельма Людовика в 1620 году, Мориц получает контроль над Фрисландией. Поскольку после смерти Вильгельма I Оранского должность штатгальтера стала вакантной, а монархи Франции и Англии отказались выступить гарантами протектората, Мориц Оранский занял это место. Инициаторами этого выступили Генеральные Штаты. Помня эти события, он понимал, что на внешнюю поддержку рассчитывать не приходится и нужно проводить реформы внутри вновь образованного государства; большая часть преобразований выпадет на долю военного ремесла и международных связей. Будучи протестантом, он продолжил линию политики религиозной веротерпимости (за исключением католицизма). Для всех этих начинаний ему нужна была прочная финансовая база, которая была гарантирована торговцами, промышленниками, банкирами.

## Военная карьера
После получения Морицем Оранским должности штатгальтера Республики Соединённых провинций, Генеральные штаты присвоили ему звания генерал-капитана и генерал-адмирала. В 1590 году он становится единоличным главнокомандующим вооруженными силами республики. Благодаря стабильной финансовой базе, Мориц Оранский начал проводить ряд военных реформ, которые основательно преобразили как голландскую армию, так и страну в целом. Самым первым шагом стал отход от традиции содержать иностранных наёмников (используемый ещё его отцом Вильгельмом I Оранским) и переход к рекрутской повинности внутри страны. Для призванных на службу рекрут вводится интенсивная подготовка, разграничение по родам войск, деление на звания и должности. Офицерский состав отправляется для обучения в университеты. Для этой цели Морис Оранский открывает первую в мире военную академию в 1590 году.
Реформа боевого порядка и деление армии были проведены следующим образом. Мориц Оранский велел размещать копьеносцев в центре боевого построения подразделений, а мушкетёров — по их флангам. Армии всех европейских государств и стран использовали боевой строй в несколько линий, но не менее двух. Благодаря реформе голландская армия развернула одношеренговый строй, где каждый военнослужащий принимал активное участие уже в начале боя, не занимая выжидательную позицию. Главной единицей становился полк, численностью 800 — 1000 человек, который, в свою очередь, состоял из 10 — 16 рот по 70 — 100 человек в каждой. Эти формирования включали в себя равное количество пикинёров и мушкетёров. Непосредственно в бою тактической единицей являлся так называемый «полуполк», состоявший из 250 пикинёров и 250 мушкетёров. Не обошли стороной и модернизацию вооружения. Военнослужащие получили лёгкие мушкеты, эффективность которых оказалась значительно выше стрелкового оружия испанских войск. Голландская артиллерия получила новые орудия, которые были подведены под стандарт калибров: 48, 24, 13 и 6 фунтов. Для штурма крепостей использовали мортиры и гаубицы. Армейские подразделения снабжались новым типом артиллерийской батареи, орудия которой были более лёгкими и отличались повышенной маневренностью; а также военными инженерами (сапёрами). Последних, впоследствии, испанцы пренебрежительно называли «мужиками и землекопами». Мориц Оранский радикально подошёл к реформированию кавалерии, что привело к созданию нового типа кавалеристов — рейтаров (более известных как кирасиры). Экипировка рейтаров состояла из меча, пистолета, а также брони в виде стального шлема и нагрудника. Для кодификации и закрепления всех воинских обязанностей и требований создаётся «Свод правил для пехотинцев». В нём содержалась информация с иллюстрациями о 43 командах для пехотинцев с мушкетами. На голландском языке эта книга вышла в 1607 году. В Русском царстве это переложение было издано в 1647 году.
Благодаря всем этим реформам к 90 году XVI века Мориц Оранский создал и усовершенствовал регулярную голландскую армию, что позволило начать военную кампанию по достижению независимости страны.

## Список сражений под командованием Морица Оранского
| Название сражения                     | Дата              | Описание | Изображение |
| ------------------------------------- | ----------------- | --- | ----------- |
| Битва при г. Акселе (Capture of Axel) | 17 июля 1586 г.   | 17 июля 1586 г. Мориц Оранский ведет небольшой отряд на штурм и отбивает у испанцев город Аксель. |             |
| Осада Берген-оп-Зома                  | 13 ноября 1588 г. | С 23 сентября по 13 ноября 1588 года испанские войска под командованием Алессандро Фарнезе осадили и трижды штурмовали Берген-оп-Зом. Лишь 13 ноября голландские войска под командованием Морица Оранского прибыли с подкреплением и нанесли поражение испанским войскам. |             |
| Осада Бреды                           | 4 марта 1590 г.   | В 1590 году армия под командованием Морица Оранского выдвинулась под стены города Бреда. Поскольку, испанский гарнизон был хорошо подготовлен к штурму было принято решение о подготовке диверсионной группы. После этого, 68 голландских солдат, под покровом ночи, подплыли на торфяном плоту к стенам города, обезоружили дозорных, а после впустили основные силы внутрь крепости. |             |
| Битва у Ньивпорта                     | 2 июля 1600 г.    | Благодаря тактическим манёврам, Мориц Оранский разбил испанское войско. Введение резерва заставило врага не просто отступать, а бежать. |             |

## Проведенные реформы
Поскольку Мориц Оранский с детства избрал военное ремесло, а экономическое или дипломатическое поприща были ему чужды, основные его реформы носили военный характер. К слову, лучшее военное образование того времени, которое он получил, помогло успешно воплощать новаторские идеи. К ним можно отнести:
- Создание первой на европейском континенте общедоступной военной академии в 1590 году.[11] (В это учебное заведение Мориц отправлял военных для получения образования, которое было доступным как на основании государственного заказа, так и за счёт частной оплаты. Обязательными предметами для обучения офицерского состава были: военное искусство, латынь, фортификация, математика).[12]
- Создание первой голландской регулярной армии, состоящей из внутренних рекрутов. (Вильгельм I Оранский для борьбы против испанских захватчиков прибегал к наёмным войскам французских или немецких княжеств. Мориц пошёл по пути целенаправленной государственной политики в области рекрутской повинности, в которой особенное место уделялось систематической выплате за службу. В итоге, Голландская республика считалась своего рода единственной страной Европы, в которой военное жалование выплачивалось регулярно).[8]
- Введение обязательного элемента экипировки военнослужащего — лопаты. (Поскольку во многих странах Европы окапывание на поле боя считалось признаком трусости — лопата на вооружении военнослужащих не числилась. Для выполнения инженерных работ привлекались жители близлежащих поселений. Мориц радикальным образом выступил за взятие этого инструмента на вооружение и выполнение земельных работ самими военнослужащими. Дополнительно подразумевалось, что такого рода мероприятия будут служить своего рода укреплением боевого духа армии путём искоренения безделья и деморализации).[8]
- Создание профессиональной армии. (В отличие от ополченцев, наёмников или регулярных армий других европейских стран профессиональная армия Морица представляла собой вооруженные силы на постоянной основе. Когда в других странах войска по завершении похода или из-за временного прекращения боевых действий отправлялись домой или распускались — голландская армия была лишена такой возможности. В это время проводилась муштра, тактические учения с маневрированием и отработкой ведения боя, изучение устава и военного ремесла, отправка сержантского и старшего командного состава на повышение квалификации либо же обучение. Вдобавок ко всему, Мориц ввёл обязательным в своем войске хождение в ногу — строевой шаг, команду «смирно» и около 50-и других).[8][17]
- Экономическая поддержка армии государством. (Вильгельм I Оранский содержал армию наёмников за свои личные средства, пожертвования частных лиц, иностранной помощи. Помня об этом, Мориц Оранский выступил перед Генеральными Штатами с требованием о всецело систематической экономической поддержки армии, чем и решил проблему мятежей и дезертирства раз и навсегда. Государство гарантировало беспрерывное жалование для каждого военнослужащего принятого на службу, которое выплачивалось каждые 10 дней. Это же касалось и материального обеспечения (провизия, обмундирование, амуниция). Этот опыт был единственный и уникальный в Европе того времени).[18]
- Религиозная реформа. (Мориц был одним из инициаторов и активных участников Дортрехтского синода с 13 ноября 1618 по 9 мая 1619 года).[8][17]
- Подавление восстаний. По его личному указанию были арестованы, а также казнены зачинщики восстания против Генеральных Штатов, централизации власти и конкретно противников династии Оранских. Лидерами мятежников были Йохан Олденбарневелт, Гуго Гроций и мн. др.[19]

## Смерть

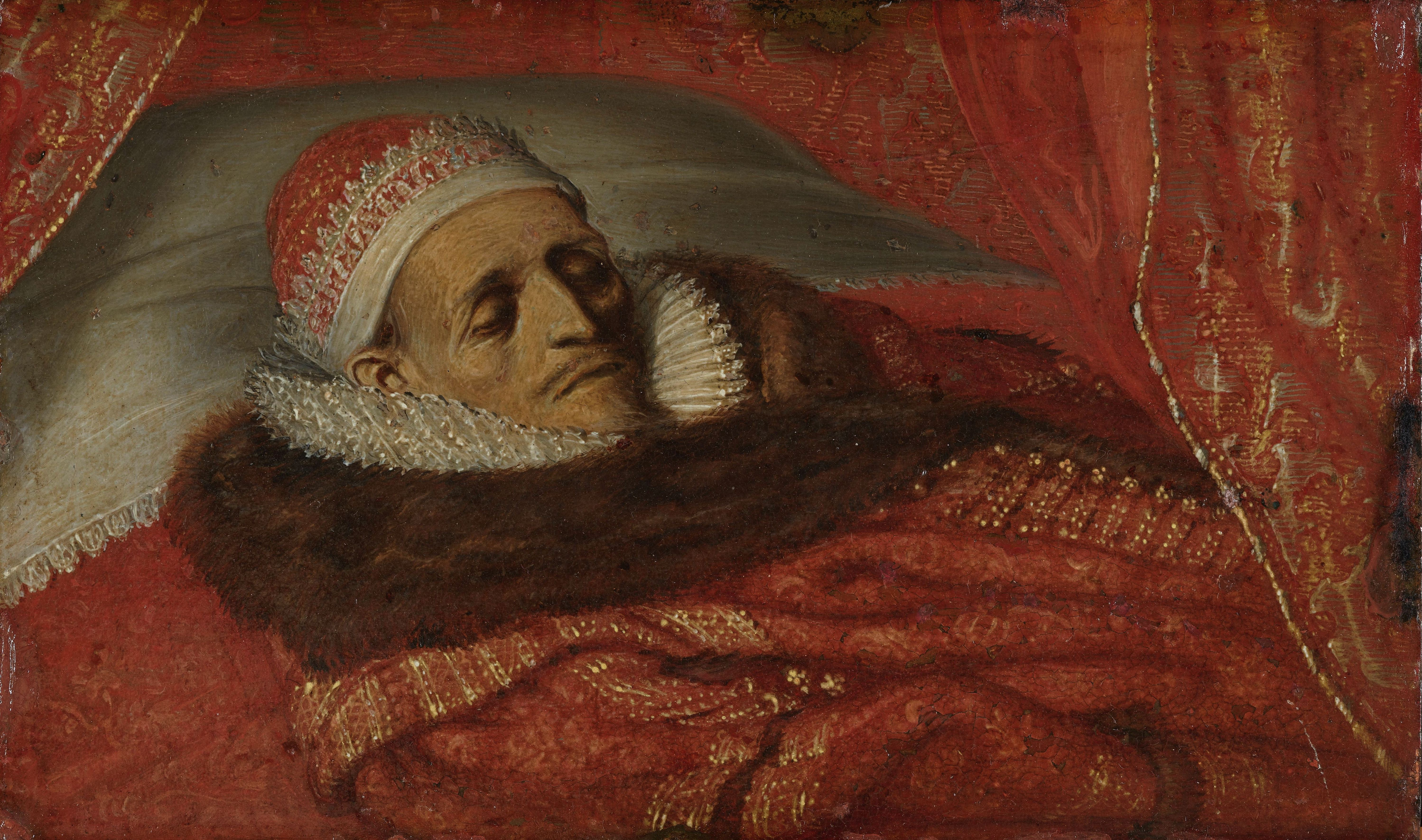
Мориц Оранский на смертном одре. Ван де Венне, Адриан «Stadhouder prins Maurits op zijn praalbed», 1625

Продолжая линию по уничтожению представителей ветви Оранских-Нассау, Орден иезуитов приговорил к смерти и Морица Оранского. В 1595 году фанатик Питер Панне собирался его убить, но был схвачен охраной ещё до того, как приступил к выполнению своего замысла. Для осуществления этой цели он прибыл в Лейден, где в то время находился штатгальтер. Там же, фанатик был встречен двумя иезуитами, которые руководили его действиями, а также вручили освященный ритуалом кинжал.
Мориц Оранский умер в Гааге 23 апреля 1625 года от болезни печени. По смерти, прямых наследников с его стороны не было и потому должность штатгальтера была передана его младшему брату — Фредерику-Генриху Оранскому.

## Интересные факты
Шарль-Жозеф де Линь — австрийский фельдмаршал и дипломат, военный публицист и мемуарист, долгое время состоявший на службе у князя Потёмкина, ввёл в употребление фразу «наука Морица». Это выражение применялось к военной науке и означало стремительное развитие, преобразование и модернизацию ведения боя и обучения военнослужащих.
На пути в Восточную Индию, в 1598 году, голландская экспедиция высадилась на небольшой остров и назвала его в честь своего штатгальтера Морица Оранского, по латинской форме его имени — Mauritius. В наши дни этот остров известен как — Маврикий.